# Luke Matheson
Luke Matheson (Rochdale, 2002. október 3. –) angol labdarúgó, a Rochdale hátvédje, kölcsönben a Wolverhampton Wanderers csapatától.

## Pályafutása

### Klubcsapatokban
Matheson 2002. október 3-án született Rochdale-ben. Középiskolai tanulmányait Manchesterben végezte, miközben a Rochdale akadémiájának tagja lett. 2018. szeptember 4-én debütált az első csapatában a Football League Trophy egy csoportmérkőzésén a Bury ellen, 15 évesen és 336 naposan. Ezzel ő lett a klub történetének legfiatalabb játékosa, ráadásul a 2–1-es győzelmet hozó találkozót követően a mérkőzés legjobbjának is megválasztották.
2019. január 19-én az angol harmadosztályú bajnokságban is bemutatkozhatott a Fleetwood Town elleni 1–1-es döntetlen alkalmával.
2019. szeptember 25-én, mindössze 16 éves korában, a Manchester United elleni Ligakupa-mérkőzésen gólt szerzett az Old Traffordon. A találkozó 1–1-es döntetlennel ért véget, a Manchester United büntetőkkel jutott tovább.  Október 31-én aláírta első profi szerződését is a klubbal.
2020. január 31-én a Premier League-ben szereplő Wolverhampton Wanderers bejelentette szerződtetését. Az idény hátralevő részére Matheson kölcsönben maradt a Rochdale játékosa.

### A válogatottban
2019 februárjában, Franciaország ellen mutatkozott be az angol U17-es válogatottban.

## Statisztika
2019. szeptember 25-én frissítve.
| Klub           | Szezon         | Bajnokság      | Bajnokság     | Bajnokság | FA-kupa       | FA-kupa | Ligakupa      | Ligakupa | Egyéb         | Egyéb | Összesen      | Összesen |
| Klub           | Szezon         | Bajnokság      | Pályára lépés | Gól       | Pályára lépés | Gól     | Pályára lépés | Gól      | Pályára lépés | Gól   | Pályára lépés | Gól      |
| -------------- | -------------- | -------------- | ------------- | --------- | ------------- | ------- | ------------- | -------- | ------------- | ----- | ------------- | -------- |
| Rochdale       | 2018–19        | League One     | 3             | 0         | 0             | 0       | 0             | 0        | 4             | 0     | 7             | 0        |
| Rochdale       | 2019–20        | League One     | 4             | 0         | 0             | 0       | 3             | 1        | 1             | 0     | 8             | 1        |
| Karrier összes | Karrier összes | Karrier összes | 7             | 0         | 0             | 0       | 3             | 1        | 5             | 0     | 15            | 1        |